# Hermanas Podgórski
Las hermanas Podgórski, Stefania Podgórska (2 de junio de 1925 - 29 de septiembre de 2018) y Helena Podgórska (nacida en 1935), procedían de una familia campesina católica que vivía cerca de Przemyśl en el sureste de Polonia. Durante el Holocausto, Stefania, de dieciséis años, y su hermana de siete albergaron a trece hombres, mujeres y niños judíos en el ático de su casa durante dos años y medio. Ambas fueron honradas más tarde como Justos entre las Naciones por Yad Vashem, así como por las organizaciones judías y polacas en América del Norte, por su heroísmo durante la guerra.  

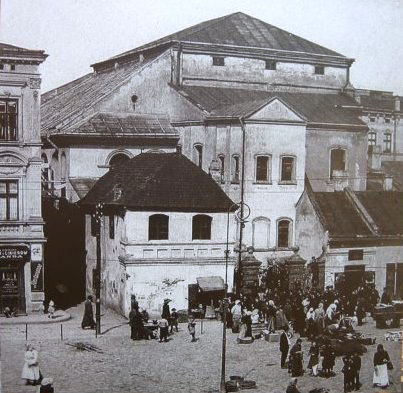
Fotografía de antes de la guerra que muestra a los fieles frente a la antigua sinagoga de Przemyśl.

Antes de la invasión de Polonia en 1939 por parte de la Alemania nazi y la Unión Soviética, Stefania Podgórska (nacida el 2 de junio de 1925 en Lipa y fallecida el 29 de septiembre de 2018 en Los Ángeles) trabajaba en una tienda de comestibles propiedad de los Diamant, una familia judía. Su padre había muerto en 1938 tras una enfermedad. Poco después de la llegada de los nazis, su madre y su hermano fueron llevados a Alemania para realizar trabajos forzados, mientras que los Diamantes fueron obligados a entrar a un gueto. Las dos hermanas Podgórski vivían solas en Przemyśl en un apartamento alquilado por Stefania, que tenía 17 años en ese momento. Consiguió un trabajo en la ciudad como operadora de máquinas herramienta.[cita requerida] La frontera entre los dos invasores atravesó el centro de Przemyśl hasta el ataque alemán a la Unión Soviética en junio de 1941. En 1942 se difundió la noticia de que los nazis liquidaban el gueto judío de Przemysl. El hijo del patrón de Stefania antes de la guerra, Max Diamant, apareció en su puerta. Escapó con su hermano y su primo del tren al campo de exterminio de Belzec. Las chicas estaban aterrorizadas, pero le dieron permiso a Max para esconderse en el ático. Se puso en contacto con su familia en el gueto y le pidió a Stefania que los aceptara también, incluidos su hermano menor Henek y la esposa de Henek, Danuta, el Dr. William Shylenger y su hija Judy, y un amigo suyo, un dentista con su hijo. Para acomodar a los fugitivos, Stefania pronto alquiló una casa adosada con dos habitaciones, una cocina y un ático, en la calle Tatarska.[cita requerida]

## La vida en la calle Tatarska
Helena se mudó primero con su hermana Stefania, seguida de Max Diamant. Luego vino el Dr. Shylenger con su hija y el dentista con su hijo. La amiga del dentista, una viuda del gueto vino también con su hijo y su hija. Escribió una nota amenazadora que denunciaría a las niñas si la rechazaban. El dentista le rogó a Stefania que admitiera a su sobrino con su esposa.El hermano menor de Joseph, Henek, con su esposa llegó más tarde, finalmente llegó un cartero judío: trece judíos en total. Max hizo una pared en el ático con tablas compradas por Stefania, asegurando un cuarto para dormir para todos. [cita requerida] Después de unas semanas se quedaron completamente sin dinero. Stefania comenzó a tejer suéteres y a recibir pedidos de sus amigos y conocidos. Cambiaba ropa por comida y la compraba, si era necesario, en el mercado negro. Un hombre de las SS se mudó a la casa de al lado. Max se mantuvo en vigilia con los demás para eliminar cualquier ruido. A principios de 1944, un oficial alemán entró en el apartamento y anunció que Stefania y Helena debían abandonar el lugar en dos horas. Los fugitivos judíos rogaron a las dos hermanas que huyeran porque sentían que todas estaban condenadas. Pero Stefania, después de rezar a la Virgen Negra de Częstochowa, pensó lo contrario. "No te voy a dejar", dijo. Las enfermeras alemanas y sus novios vivieron bajo Stefania y sus refugiados durante ocho meses. Después de ese tiempo, las enfermeras tuvieron que evacuar para seguir al ejército alemán; los 13 residentes judíos habían logrado pasar desapercibidos.
El 27 de julio de 1944, el ejército soviético entró en Przemyśl. Los trece judíos, aunque demacrados y débiles, eran libres. Max, que tomó el nombre de Josef Burzminski, le propuso matrimonio a Stefania (Fusia) y fue aceptado. En 1961, la pareja emigró a los Estados Unidos, donde Burzminski se convirtió en dentista. Tienen un hijo y una hija. Helena Podgórska permaneció en Polonia, se casó y se convirtió en médica en Wrocław. En 1979, las hermanas fueron honradas por Yad Vashem, en Jerusalén, como Justos entre las Naciones. 
Stefania murió el 29 de septiembre de 2018 a la edad de 97 años en Los Ángeles, California.

## En la cultura popular
Una película para televisión llamada Hidden in Silence que cuenta su historia, fue hecha en 1996 por Richard A. Colla con guion de Stephanie Liss, con Kellie Martin como Fusia (Stefania), Gemma Coughlan como Helena y Tom Radcliffe como Max.

## Otras lecturas
- Thomas Fleming, "¿Lloraron los niños?" Reader's Digest, febrero de 1996.
- Adler, Morris, Lector de Herencia Judía, Taplinger Publishing Co., Inc., 1965.
- Lerski, George y Halina Lerski, Coexistencia judío-polaca, 1772-1939, Greenwood Press, 1986.
- Vishniac, Roman y Elie Wiesel, A Vanished World, Noonday Press, 1986.